# Штезов
Штезов (нем. Steesow) — община в Германии, в земле Мекленбург-Передняя Померания.
Входит в состав района Людвигслуст. Подчиняется управлению Грабов.  Население составляет 196 человек (на 31 декабря 2010 года). Занимает площадь 24,40 км².
Община подразделяется на 3 сельских округа.